# Passionsfenster (Saint-Nic)

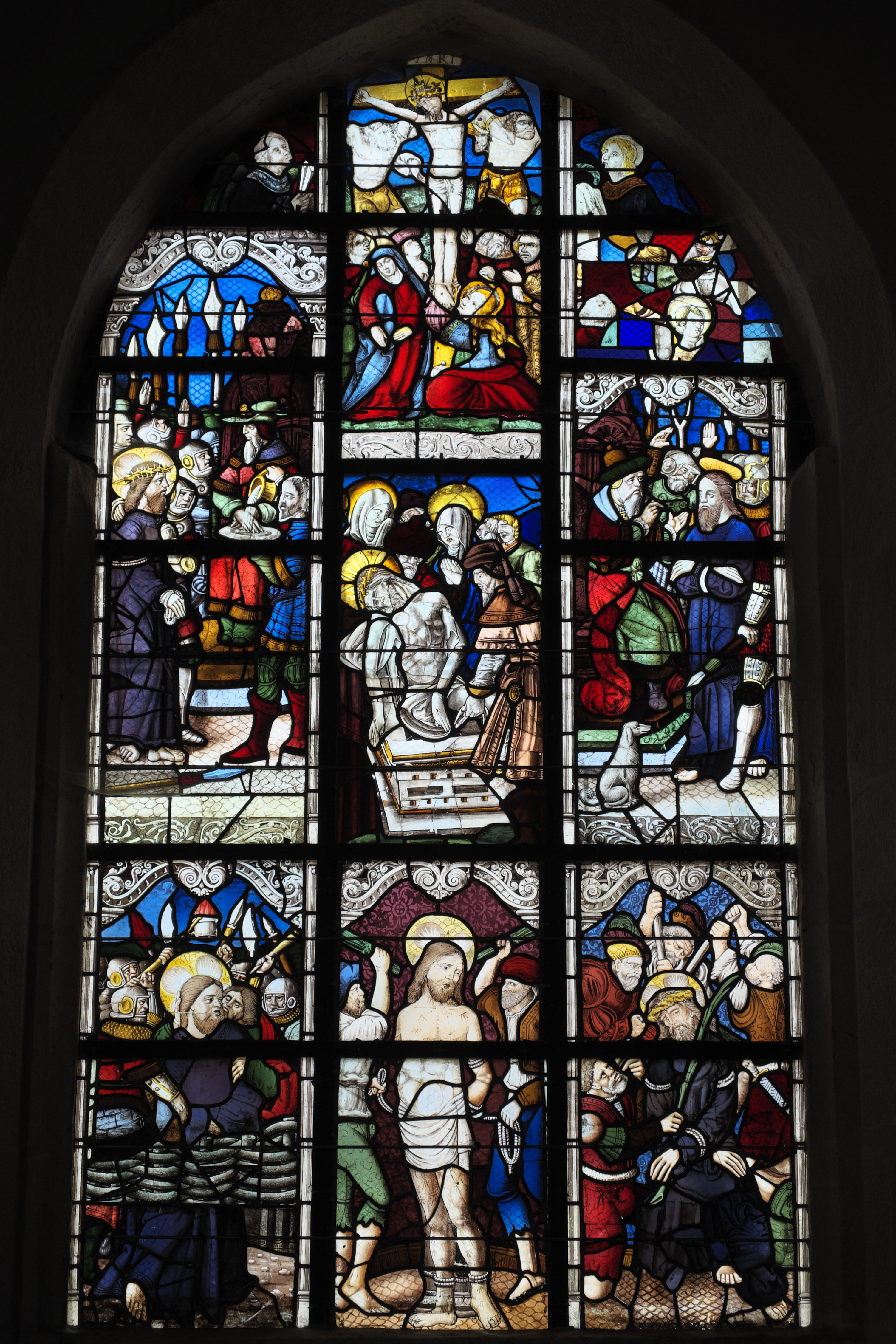
Passionsfenster in Saint-Nic

Das Passionsfenster in der katholischen Pfarrkirche St-Nicaise in Saint-Nic, einer französischen Gemeinde im Département Finistère in der Region Bretagne, wurde Ende des 16. Jahrhunderts geschaffen. Das Bleiglasfenster wurde 1906 als Monument historique in die Liste der geschützten Objekte (Base Palissy) in Frankreich aufgenommen.
Das Fenster wurde von einer unbekannten Werkstatt geschaffen. Es zeigt verschiedene Szenen aus dem Leidensweg Jesu.
Neben dem Passionsfenster ist noch ein weiteres Fenster aus der Zeit der Renaissance in der Kirche erhalten, das aus verschiedenen alten Scheiben zusammengestellt wurde.

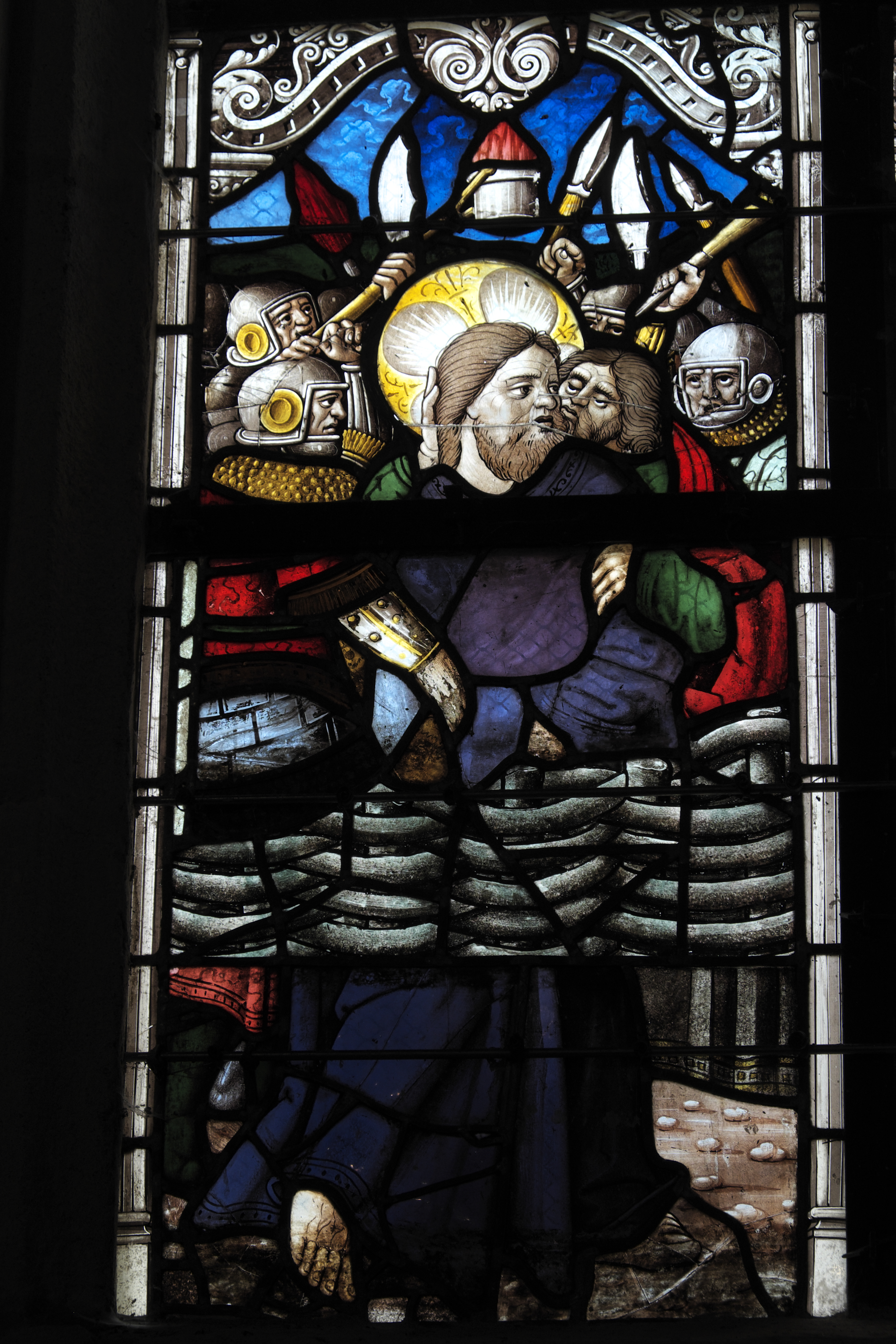
Gefangennahme Jesu und Judaskuss
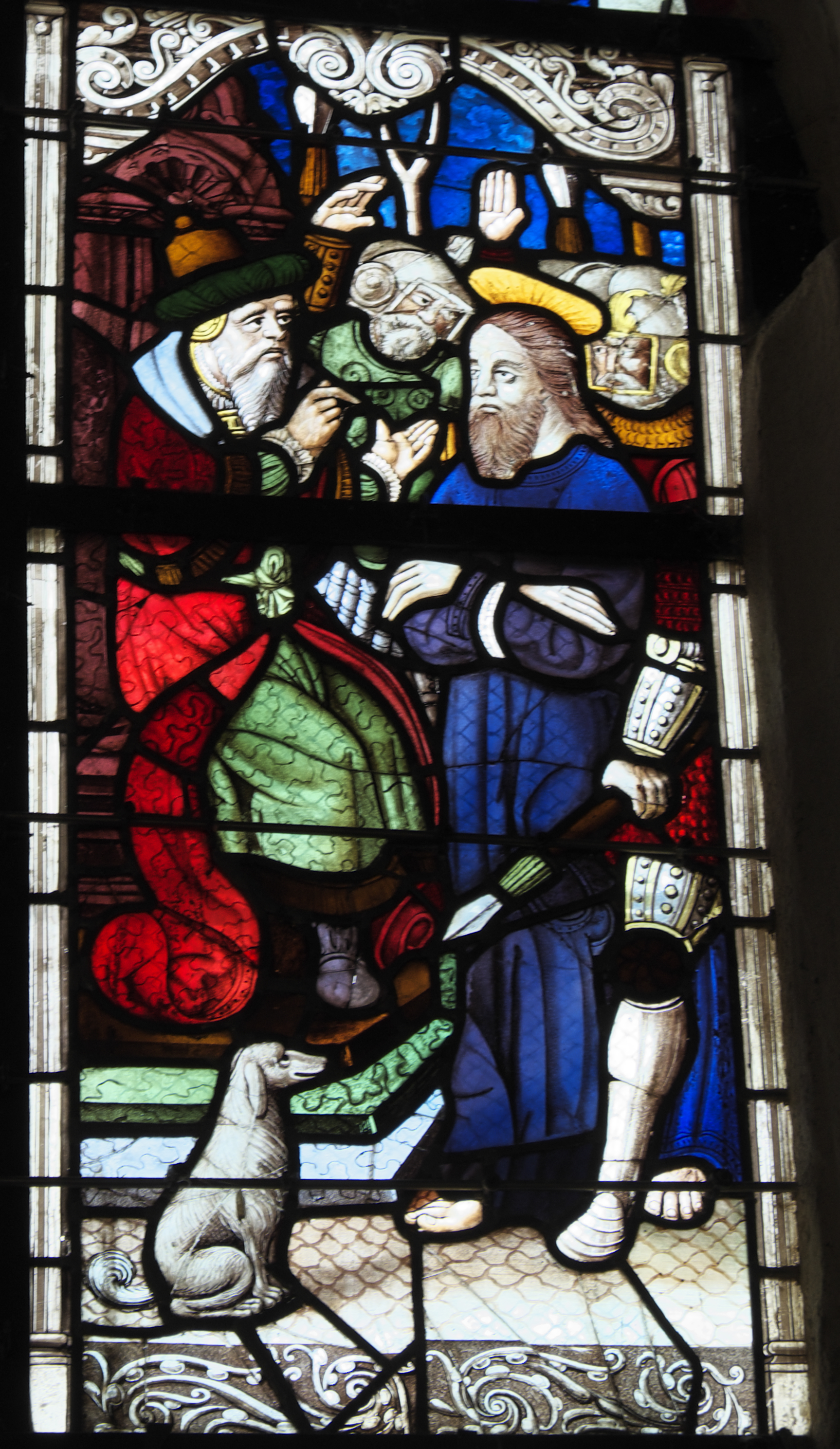
Jesus vor dem Hohenpriester Kajaphas
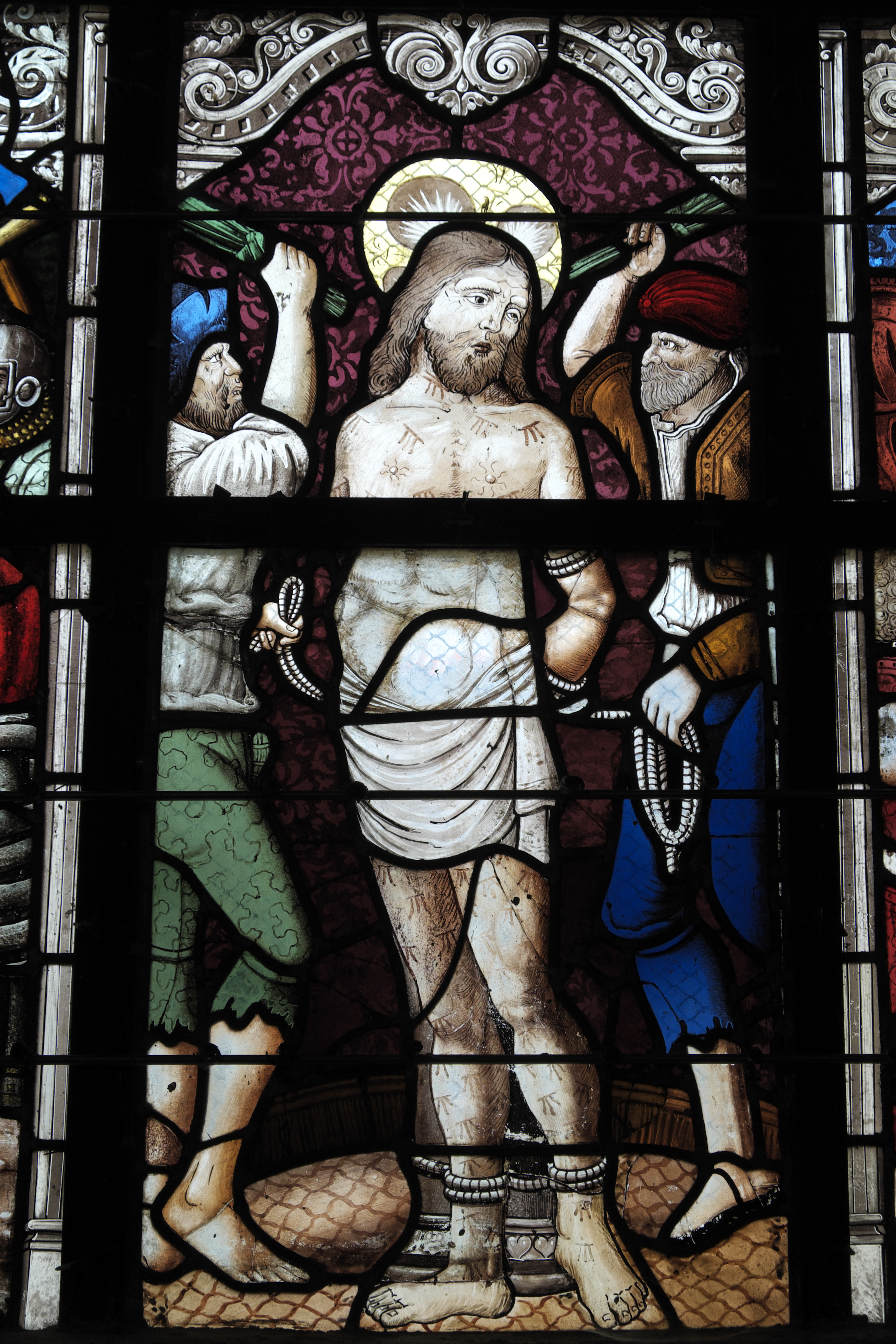
Jesus wird gegeißelt

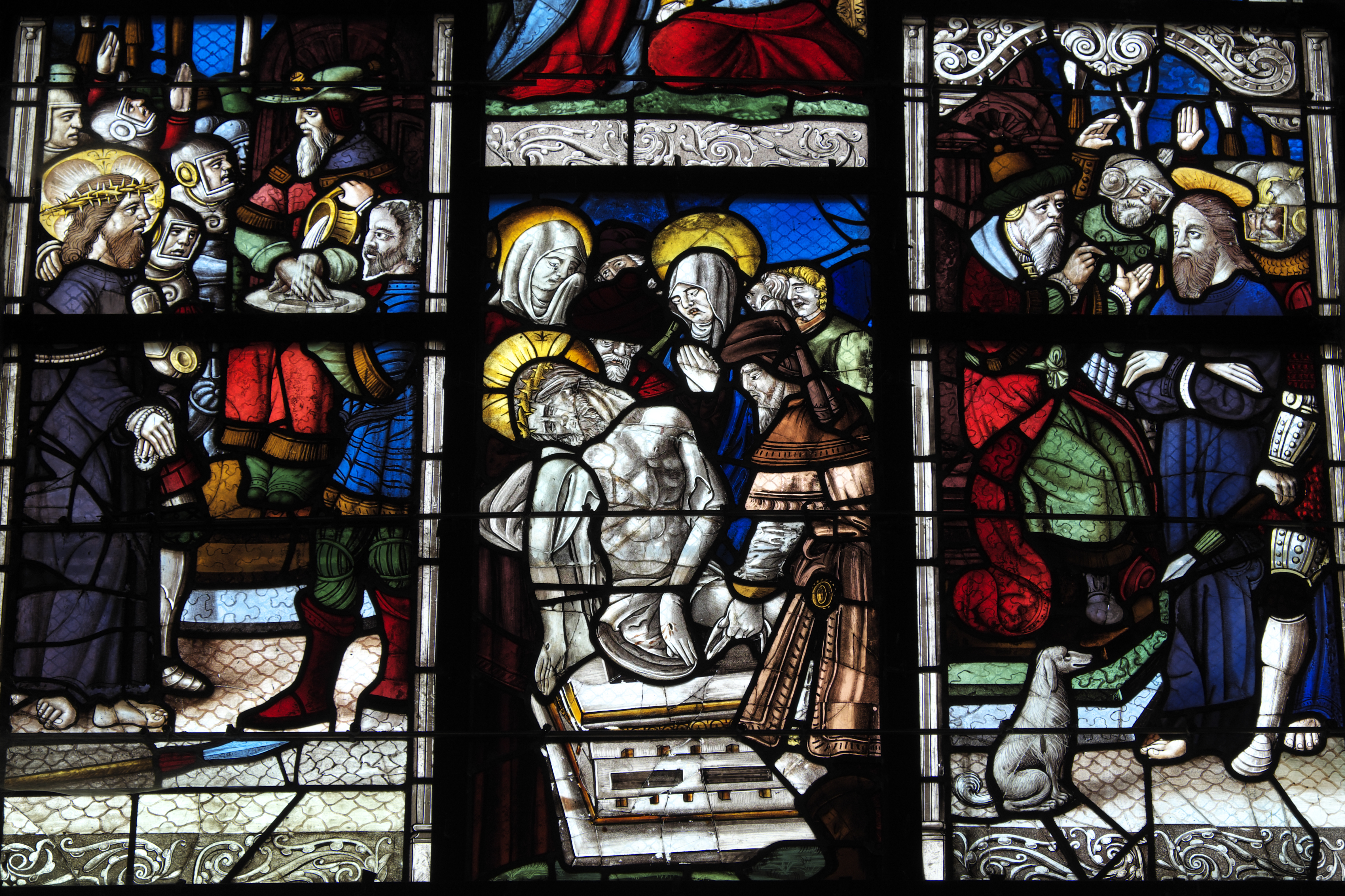
Pilatus wäscht sich die Hände in Unschuld (links), Grablegung Christi (Mitte) und Jesus vor dem Hohenpriester Kajaphas
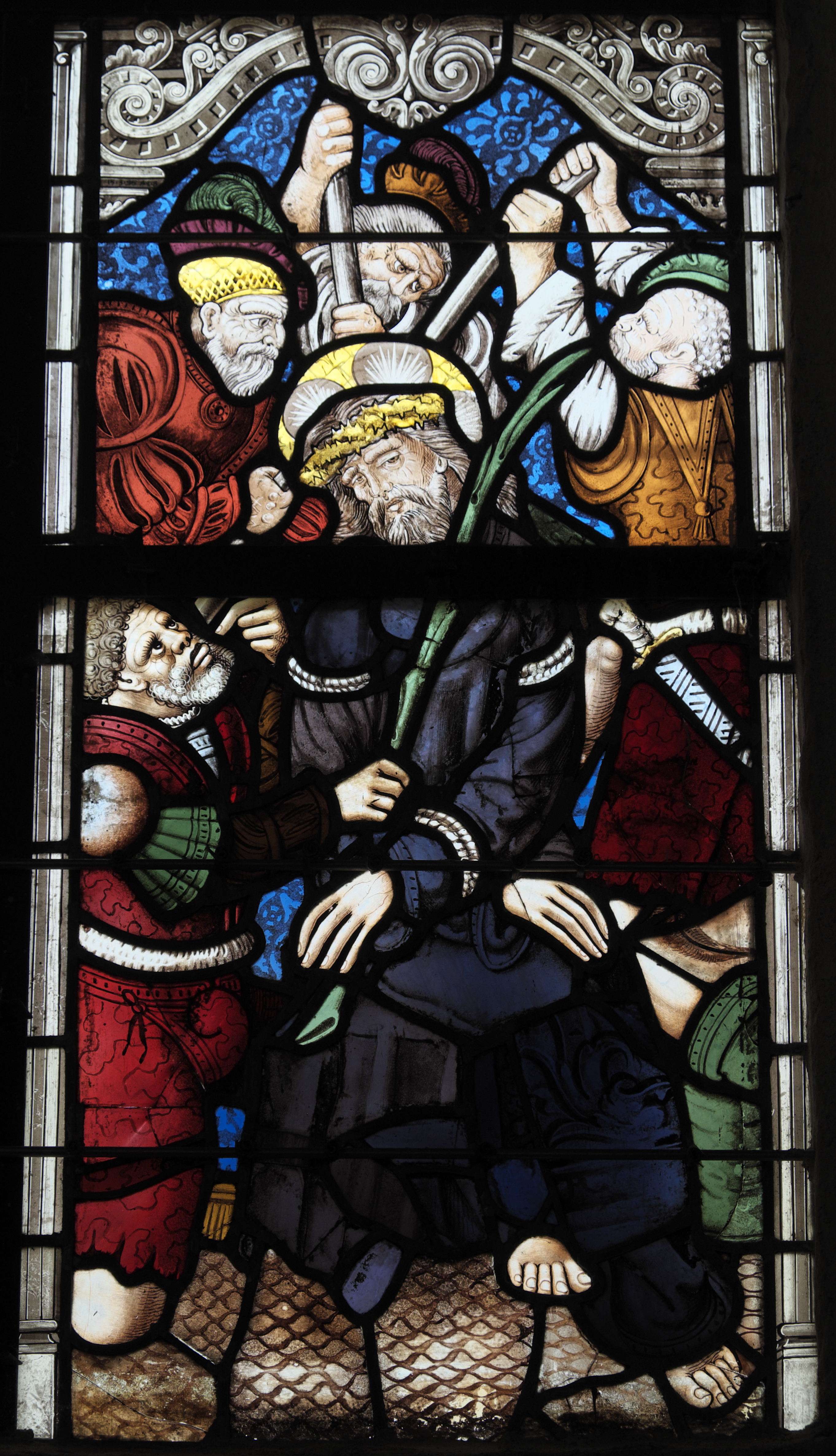
Jesus wird die Dornenkrone aufgesetzt
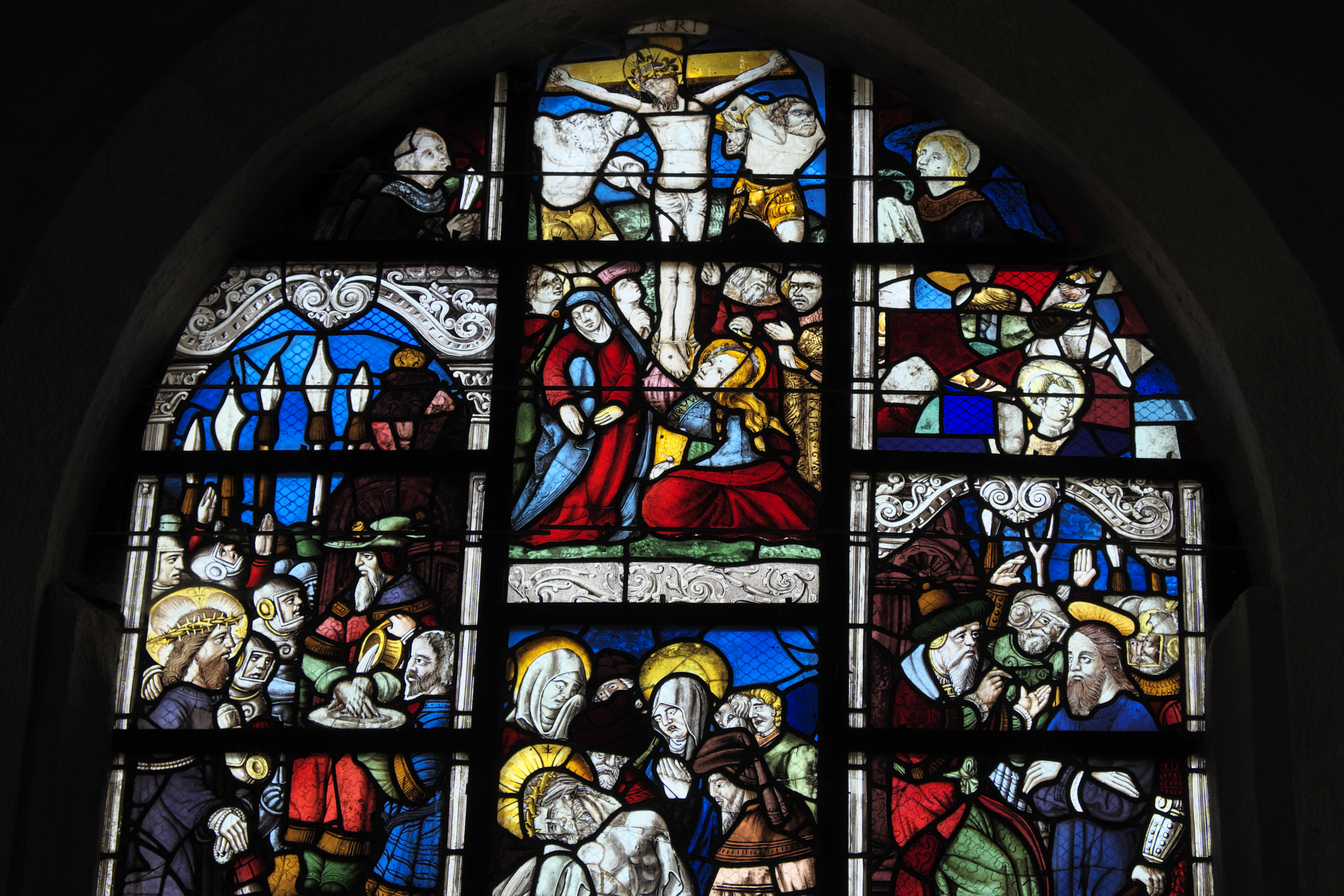
Kreuzigungsgruppe (oben Mitte)